# Lobelia proctorii
Lobelia proctorii är en klockväxtart som beskrevs av Graham Charles George Argent och P.Wilkie. Lobelia proctorii ingår i släktet lobelior, och familjen klockväxter.
Artens utbredningsområde är Filippinerna. Inga underarter finns listade i Catalogue of Life.